# Parc national du Gran Sasso e Monti della Laga
Le parc national du Gran Sasso e Monti della Laga est un parc national italien créé en 1991 sur 150 000 hectares, entre les régions des Marches, des Abruzzes et du Latium.

## Situation géographique et description
Le parc s'étend sur trois régions italiennes, les Marches, les Abruzzes et le Latium ; 5 provinces, 44 communes, 8 Comunità montana.
Il est constitué de 2 groupes montagneux : le massif du Gran Sasso et les monts de la Laga. Le Gran Sasso est typique des montagnes de la région, avec ses sommets de roche parmi les plus hauts d'Europe. Il abrite le glacier du Calderone, le seul glacier des Apennins et le glacier le plus méridional d'Europe. Au sud, le plateau de Campo Imperatore, surnommé le « petit Tibet »  à cause de ses landes karstiques sauvages, a été le lieu de tournage de nombreux westerns spaghettis.

## Faune et flore
Le parc naturel abrite une grande richesse floristique et faunistique. Le site internet du parc recense plus de 2 300 espèces végétales supérieures dont 40 espèces de plantes en danger d'extinction (3 stations d'Adonis vernalis).
Après cent ans d'absence, les isards des Apennins ont été réintroduits dans le parc en 1992. Aujourd'hui la faune du parc compte environ 1 000 isards des Apennins, 120 loups et 500 cerfs. Quelques ours bruns s'y trouvent aussi. Les autres mammifères comprennent le renard, le sanglier, la martre, le chat sauvage, le blaireau, le putois, le porc-épic et plusieurs autres espèces de rongeurs. À des altitudes plus élevées, le campagnol des neiges, un petit rongeur, est arrivé avec la dernière glaciation et est resté ici comme un reliquat de l'ère glaciaire.
Parmi les oiseaux, nous trouvons des oiseaux de proie rares tels que l’aigle royal (11 couples), l’autour des palombes, le faucon pèlerin (15 couples), le faucon lanier, le faucon crécerelle, et le hibou grand-duc.

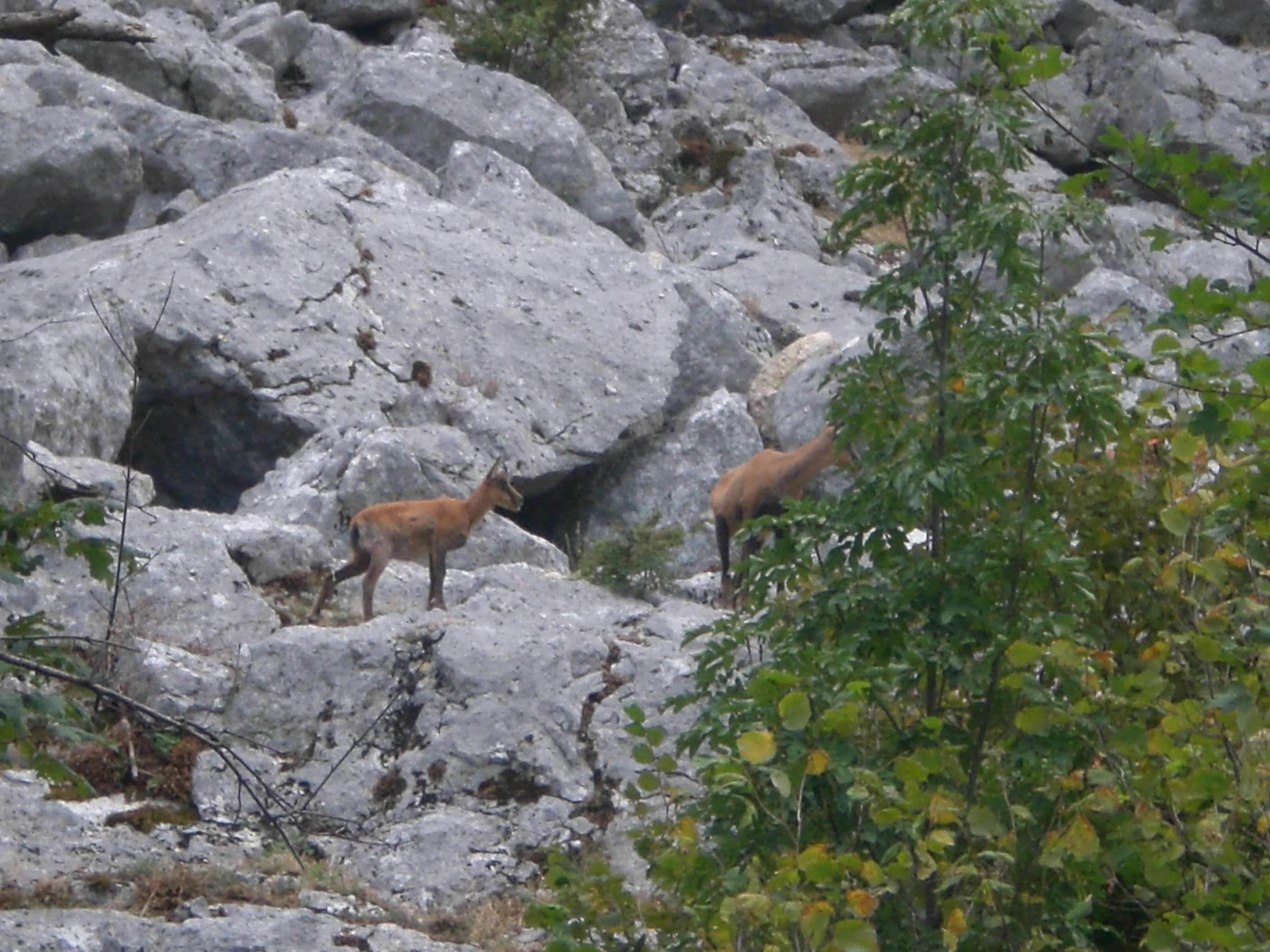
Isards du Gran Sasso.
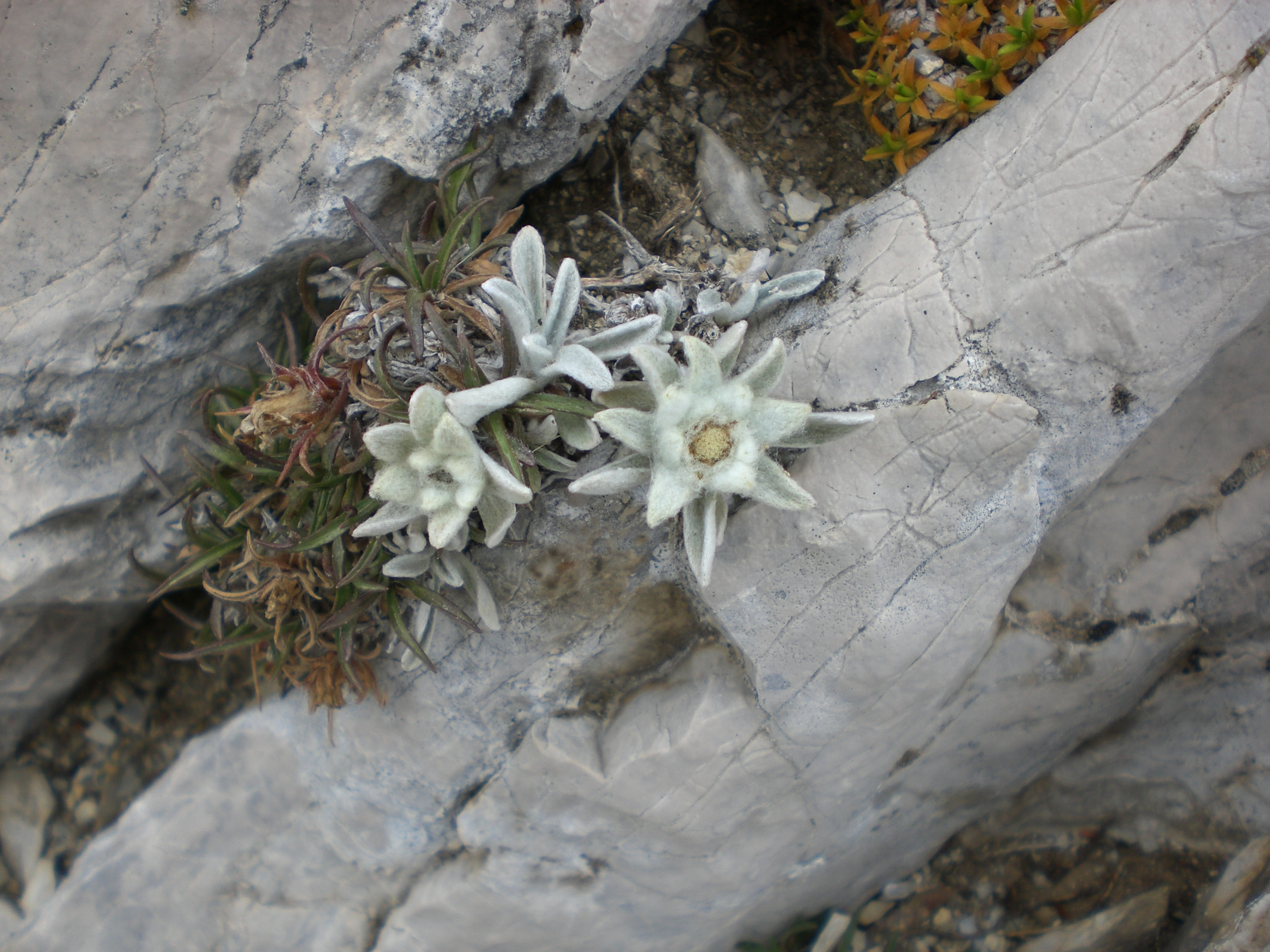
Edelweiss du Gran Sasso.
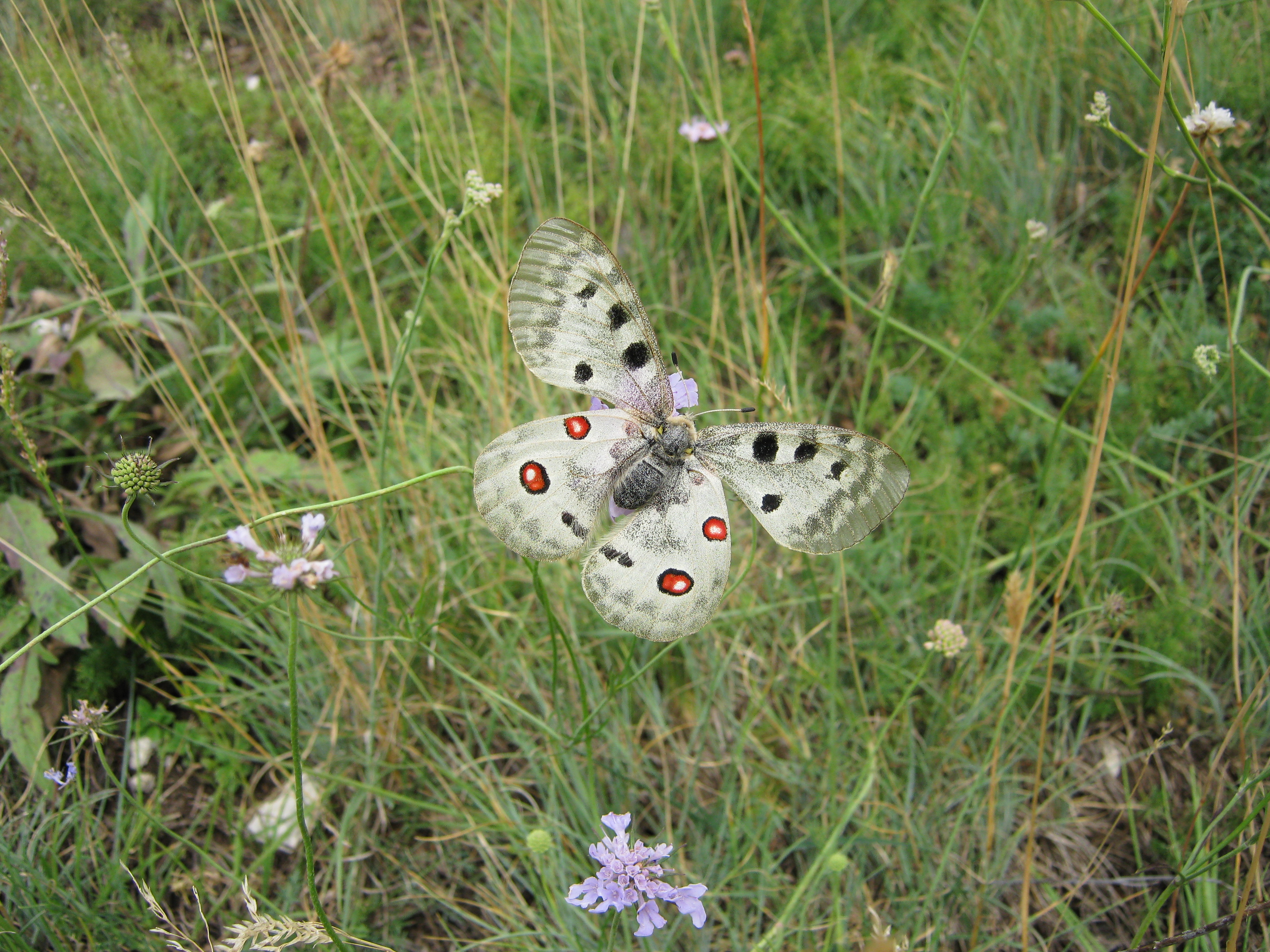
La papillon Apollo du Gran Sasso.